# Konči Ahačič
Konči Ahačič, slovenska mladinska pisateljica in ilustratorka, * 1894, Novo mesto, † neznano.

## Življenje in delo
Ahačič je ustvarila prve slovenske stripe oziroma slikanice, kar je ugotovil arheolog in bibliotekar Marjan Blažon.

### Črtice
- Jurjevanje, Vrtec: slovenski mladini, 1938/1939
- Mamut, Vrtec: slovenski mladini, 1939
- Naši prašiči, Vrtec: slovenski mladini, 1940
- Naša ovca, Vrtec: slovenski mladini, 1940
- Sosedova koza in sosedov osel, Vrtec: slovenski mladini, 1940
- Naša mačka, Vrtec: slovenski mladini, 1940
- Miček - tiček, Vrtec: slovenski mladini, 1940